# Feketenyakú lombjáró
A feketenyakú lombjáró (Setophaga nigrescens) a madarak osztályának verébalakúak (Passeriformes) rendjébe és az újvilági poszátafélék (Parulidae) családjába tartozó faj.

## Rendszerezése
A fajt John Kirk Townsend amerikai ornitológus írta le 1837-ben, a Sylvia nembe Sylvia nigrescens néven. Sorolták a Dendroica nembe Dendroica nigrescens néven is.

## Alfajai
- Setophaga nigrescens halseii (Giraud Jr, 1841)
- Setophaga nigrescens nigrescens (J. K. Townsend, 1837)[2]

## Előfordulása
Észak-Amerika keleti részén Kanada, az Amerikai Egyesült Államok és Mexikó területén fészkel, telelni délre vonul, eljut Belize, Guatemala és Kuba területére is.			
Természetes élőhelyei a mérsékelt övi erdők és szubtrópusi vagy trópusi száraz erdők és cserjések.

## Megjelenése
Testhossza 13 centiméter, szárnyfesztávolság 20 centiméter, testtömege 7-10 gramm.
|  |

## Természetvédelmi helyzete
Az elterjedési területe rendkívül nagy, egyedszáma pedig stabil. A Természetvédelmi Világszövetség Vörös listáján nem fenyegetett fajként szerepel.